# Raoul Laparra
Raoul Laparra (Bordeaux, 1876. május 13. – Suresnes vagy Boulogne-Billancourt, 1943. április 4.) francia zeneszerző. A párizsi konzervatóriumban tanult, majd a Le matin című lap zenekritikusa lett. Művészetére nagy hatással volt a spanyol és baszk népzene.